# Rerum Novarum

Официальная публикация энциклики в первом номере газеты L’Osservatore Romano

Rerum Novarum (лат. Rerum Novarum дословно — Новых явлений, вещей — от первых слов энциклики: «Однажды пробуждено желание нового …») — энциклика Папы Римского Льва XIII от 15 мая 1891 года.

## Общая характеристика
Rerum Novarum — открытое письмо, адресованное всем епископам Римско-Католической Церкви, обращавшее их внимание на положение рабочего класса. Вильгельм Эммануэль фон Кеттелер и кардинал Генри Эдвард Мэннинг оказали значительное влияние на содержание этого послания.
В энциклике рассматривались отношения между правительством, бизнесом, рабочими и Церковью. Папа высказался в поддержку права рабочих создавать профсоюзы, отвергая при этом социалистическую идеологию и подтверждая право на частную собственность.
Многие пункты Rerum Novarum были дополнены энцикликами Пия XI «Quadragesimo Anno» (1931), Иоанна XXIII «Mater et Magistra» (1961) и Иоанна Павла II «Centesimus Annus» (1991).

## Идеи и последствия
Папа стремился модернизировать Католическую Церковь и её иерархическую структуру. Идеологический посыл энциклики дополнялся прочими трудами Льва XIII во время его понтификата.
Энциклика Rerum Novarum стала основополагающим документом христианской демократии. Христианское рабочее движение разных стран ежегодно вспоминает слова энциклики в праздник Вознесения.

## Выдержки из энциклики
Параграф 19
«Огромная ошибка в отношении рассматриваемого вопроса состоит в убеждении, что классы изначально враждебны друг другу, и что богачи и бедняки по самой природе своей должны конфликтовать. Эта идея настолько иррациональна и ложна, что истиной является абсолютно противоположное утверждение. Так же как соразмерность человеческого тела является следствием взаимного согласия разных его частей и членов, так и в Государстве сама природа его предписывает классам, его составляющим, сосуществовать в гармонии и согласии, дабы Государство было устойчиво и уравновешено. Классы в равной степени нуждаются друг в друге: капиталисты не могут существовать без рабочих, но и рабочие не могут без капиталистов. Взаимное согласие приводит к красоте доброго порядка, в то время как бесконечный конфликт необходимым образом влечет за собой беспорядок и проявления дикого варварства. В настоящий момент эффективность христианских институтов в деле предотвращения подобного конфликта и искоренения самих этих идей изумительна и многообразна. И в первую очередь потому, что нет более мощного связующего звена между классами, чем Церковь, способная их объединять и напоминать каждому из них об их обязанностях по отношению друг к другу, особенно — обязанности заботиться о справедливости».
Параграф 20
«Из этих обязанностей следующие связывают пролетария и рабочего: честно и в полной мере исполнять работу, условия которой были свободно и справедливо согласованы и приняты; никогда не повреждать собственность работодателя и не наносить ему личных оскорблений; никогда не прибегать к насилию для защиты своих интересов, не участвовать в мятежах или беспорядках и не поддерживать никаких отношений с людьми дурных нравов, работающих на неких людей, которые щедрыми и хитрыми посулами возбуждают безумные надежды, обычно заканчивающиеся лишь бесполезными сожалениями и приводящие к печальным потерям. Следующие обязанности возлагаются на богатого собственника и работодателя: не рассматривать рабочих как своих крепостных, но уважать в каждом из них его человеческое достоинство, облагороженное Христианством. Напоминаем им, что, согласно природному ходу вещей и Христианской философии, труд ради прибыли и дохода почтенен и не позорен для человека, ибо дает ему возможность обрести достойные средства к существованию. Однако неправильно в погоне за выгодой использовать людей так, как если бы они были неодушевленными вещами, или оценивать их, исключительно исходя из их физических возможностей — это позорно и бесчеловечно. Вновь справедливость требует, чтобы в отношениях с рабочим человеком вы помнили о его вере и пользе для его души. Следовательно работодатель обязан следить, чтобы у рабочего было время на исполнение своих религиозных обязанностей, чтобы он не подвергался развращению и различным опасностям и чтобы он не пренебрегал своим домом и семьёй и не проматывал своё жалование. Кроме того, работодатель никогда не должен возлагать на своих рабочих непосильные налоги, поборы или занимать их на работах, не соответствующих их полу или возрасту. Великий и главный долг работодателя — воздать каждому по его заслугам. Несомненно, прежде чем определить, справедлива ли заработная плата, надо учесть многие моменты. Однако богатые собственники и все работодатели должны помнить — подавлять нищих и обездоленных ради выгоды и наживаться на нужде других недопустимо с точки зрения законов Божеского и человеческого. Лишить работника части полагающегося ему вознаграждения — великое преступление, взывающее к Небесам об отмщении. „Вот плата, удержанная вами у работников, пожавших поля ваши, вопиет, и вопли жнецов дошли до слуха Господа Саваофа“(Послание Иакова, 5:4). Наконец, богатым следует неукоснительно избегать сокращения заработной платы силой, мошенничеством, или ростовщическим договором. Причиной тому слабость и незащищенность, в которой, как правило, пребывает рабочий человек, и посему его скудные доходы должны быть тем более священны, чем они скудны. Там, где эти предписания с прилежностью и тщательностью соблюдаются, и где им следуют в полной мере, не станут ли они сами по себе достаточным средством для предотвращения любых споров и прочих подобных вещей?»